# Taheitia mariannarum
Taheitia mariannarum é uma espécie de gastrópode  da família Truncatellidae
É endémica de Guam.